# Beacon Hill (Victoria)
Pour les articles homonymes, voir Beacon Hill.
Beacon Hill Park est un parc de 75 hectares situés  le long de la rive du détroit de Juan de Fuca, à Victoria, en Colombie-Britannique.Le parc  est  populaire auprès des touristes et des habitants  et contient  les chemins du front de mer et le parc  forestier, une  aire de jeux, terrains de jeux, un petit zoo, et plusieurs jardins paysagers.

## Images

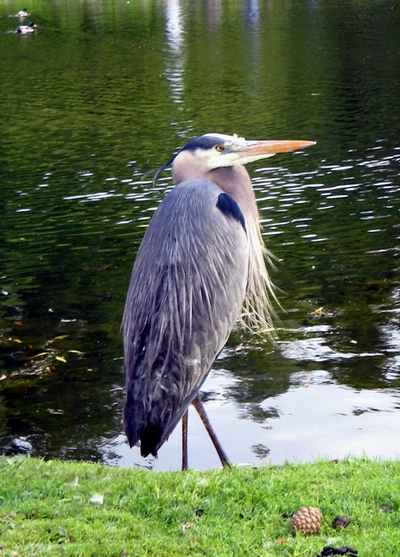
Un Grand Héron
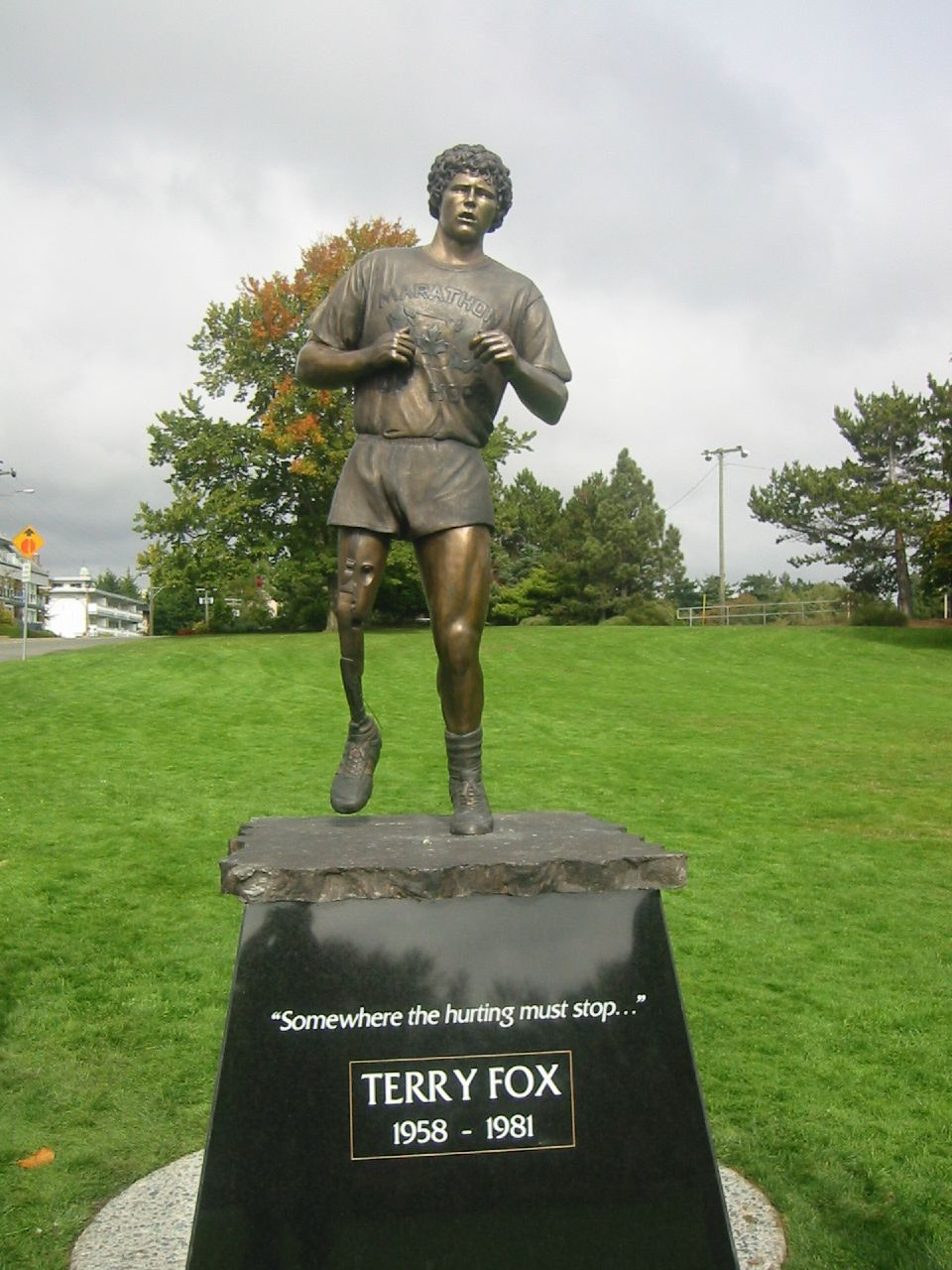
Statue à l'effigie de Terry Fox